# Elizabeth Livingstone
Elizabeth Anne Livingstone, también conocida como E. A. Livingstone (7 de julio de 1929 - 1 de enero de 2023) fue una teóloga anglicana inglesa, especializada en patrística.

## Vida
Obtuvo una maestría en artes de la Universidad de Oxford y tiene un doctorado en divinidad Lambeth.

### Ámbito académico
Fue coeditora, junto con Frank Leslie Cross, de la primera edición de The Oxford Dictionary of the Christian Church en 1957 y continuó como editora de ediciones posteriores tras la muerte de Cross en 1968. También es la editora de The Concise Oxford Dictionary of the Christian Church.
Livingstone organizó las Conferencias Internacionales de Oxford sobre Estudios Patrísticos desde 1969 hasta 1995, y también editó las actas publicadas como Studia Patristica.

### Distinciones
En los honores del Año Nuevo de 1986, Livingstone fue nombrada miembro de la Orden del Imperio Británico por "servicios a los estudios patrísticos". Fue una de las cuatro personas a las que se concedió la Medalla del Presidente de la Academia Británica en 2015. Es miembro honorario de St Stephen's House, en Oxford.

## Obras
- Cross, F. L.; Livingstone, E. A., eds. (1997). The Oxford Dictionary of the Christian Church (3ra. edición). Oxford: Oxford University Press. ISBN 978-0192116550.